# Ala Janosz
Ala Janosz è l'album di debutto della cantante polacca Alicja Janosz, pubblicato il 4 novembre 2002 su etichetta discografica BMG Poland.

## Tracce
1. Zmień siebie – 3:21
2. Zbudziłam się – 2:59
3. Którędy muszę iść – 3:40
4. Boisz się – 4:03
5. Najpiękniejsze na ziemi – 3:59
6. Malutkie – 3:18
7. Oddycham – 3:37
8. Scenariusz – 3:40
9. Lepiej wierzyć – 2:38
10. Pani-ka – 4:12
11. Matka Natalya od aniołów – 3:28
12. Skłamałam – 4:57

## Classifiche
| Classifica (2002) | Posizione massima |
| ----------------- | ----------------- |
| Polonia           | 3                 |